# (100049) Césarann
(100049) Césarann est un astéroïde de la ceinture principale.

## Description
(100049) Césarann est un astéroïde de la ceinture principale. Il fut découvert le 6 octobre 1991 à l'observatoire Palomar par Andrew Lowe. Il présente une orbite caractérisée par un demi-grand axe de 2,36 UA, une excentricité de 0,20 et une inclinaison de 3,3° par rapport à l'écliptique.
A été nommé en hommage à "César Hernández" et "Ann Hernández", beau-frère et sœur du découvreur.

## Compléments